# 東方牌

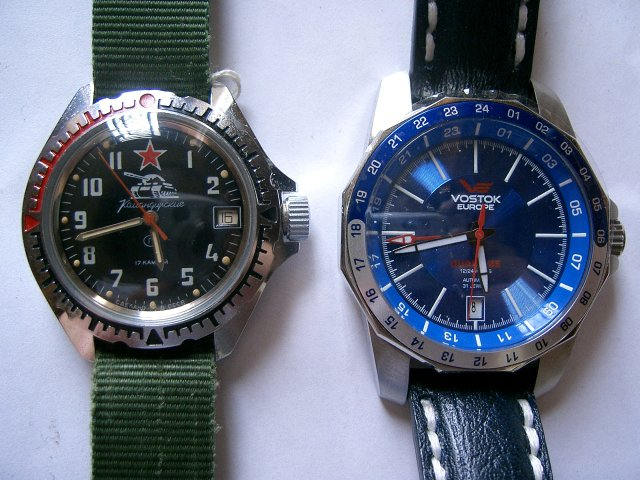
蘇聯軍錶及Vostok-Europe

東方牌（俄語：Восток）是俄羅斯的手錶品牌；由奇斯托波爾鐘錶廠（Chistopol Watch factory）生產。產品以軍錶為主，因此很多人都稱其為「蘇聯軍錶」。
東方牌歷史可追溯到1942年，由於二次大戰關係，錶廠由莫斯科遷至現今位於韃靼斯坦共和國卡馬河附近的小鎮奇斯托波爾，軍用手錶是當時唯一的產品。1965年，東方牌被蘇聯國防部指定為蘇軍的手錶供應商。
東方牌手錶的特點是價錢便宜，具有很好的防水能力（一般為50米或200米），而且有堅硬的金屬錶殼。但基於價錢關係，手工比其他國家的手錶來得粗糙。但其並非沒有生產精密鐘錶的能力：由Zenith 135機芯改良而成的2809機芯，更是能夠符合天文台認證的精密機芯。
於2004年，為了進軍歐洲市場，因此奇斯托波爾鐘錶廠與立陶宛企業Koliz在立陶宛合組Koliz Vostok Inc.，以Vostok-Europe品牌，製作手工精美，而又迎合歐洲人品味的手錶。
奇斯托波爾鐘錶廠現今仍以生產軍錶款式的手動或自動機械錶為主，但也有一般民用的錶款和使用日本石英機芯的手錶。奇斯托波爾鐘錶廠也是現今俄羅斯最大的鐘錶生產商。

## 機芯編號
- 2208
- 2403
- 2409
- 2414
- 2415
- 2416
- 2424
- 2432
- 2433
- 2440
- 2809

## 外部連結
- 東方牌的官方網頁 （页面存档备份，存于）
- Vostok-Europe （页面存档备份，存于）